# Libanesische Premier League 2018/19
Die Libanesische Premier League 2018/19 war die 59. Spielzeit der höchsten libanesischen Fußballliga seit ihrer Gründung im Jahr 1933. Die Saison begann am 21. September 2018 mit dem Eröffnungsspiel Shabab al-Ghazieh gegen Tadamon Sur Club und endete am 21. April 2019. Titelverteidiger war al Ahed.

## Modus
Die Vereine spielten ein Doppelrundenturnier aus, womit sich insgesamt 22 Spiele pro Mannschaft ergaben. Es wurde nach der 3-Punkte-Regel gespielt (drei Punkte pro Sieg, ein Punkt pro Unentschieden). Die Tabelle wurde nach den folgenden Kriterien bestimmt:
1. Anzahl der erzielten Punkte
2. Tordifferenz aus allen Spielen
3. Anzahl Tore in allen Spielen
4. Anzahl der erzielten Punkte im direkten Vergleich
5. Anzahl der erzielten Punkte im direkten Vergleich
6. Tordifferenz im direkten Vergleich

Am Ende der Saison qualifizierte sich die punktbeste Mannschaft für die Gruppenphase des AFC Cup 2020. Der Sieger des libanesischen FA Cups wird an der Play-off-Runde des AFC Cup teilnehmen. Wenn dieser sich aber bereits über die Liga qualifiziert, übernimmt der Ligazweite seinen Platz in den Play-offs.
Die zwei Vereine mit den wenigsten Punkten stiegen in die zweitklassige Lebanese Second Division ab.

## Teilnehmer
Shabab al-Sahel und Shabab al-Ghazieh stiegen als Meister und Zweiter der Lebanese Second Division 2017/18 in die Libanesische Premier League auf.
Die zwei Aufsteiger ersetzen die zwei letztplatzierten Vereine der Saison 2017/18, al-Shabab al-Arabi und al Islah. Beide Vereine mussten nach nur einem Jahr in der libanesischen Premier League wieder in die Lebanese Second Division zurück.
| Verein                | Beheimatet in, Gouvernement | Stadion                     |
| --------------------- | --------------------------- | --------------------------- |
| al Ahed               | Beirut, Beirut              | Beirut Municipal Stadium    |
| al-Akhaa al-Ahli Aley | Alayh, Libanonberg          | Amin AbdelNour Stadium      |
| al-Ansar              | Beirut, Beirut              | Beirut Municipal Stadium    |
| al-Nabi Sheet         | Zahlé, Bekaa                | Nabi Shayth Stadium         |
| Nejmeh Club           | Beirut, Beirut              | Al Manara Stadium           |
| Racing Beirut         | Beirut, Beirut              | Bourj Hammoud Stadium       |
| Safa SC Beirut        | Beirut, Beirut              | Safa Stadium                |
| Salam Zgharta         | Zgharta, Nord-Libanon       | Zgharta Stadium             |
| Shabab al-Ghazieh     | Sidon, Süd-Libanon          | Saida International Stadium |
| Shabab al-Sahel       | Beirut, Beirut              | Beirut Municipal Stadium    |
| Tadamon Sur Club      | Tyros, Süd-Libanon          | Sour Stadium                |
| Tripoli SC            | Tripoli, Nord-Libanon       | Tripoli Municipal Stadium   |

## Tabelle
| Pl.               | Verein                | Sp. | S  | U | N  | Tore    | Diff. | Punkte |
| ----------------- | --------------------- | --- | -- | - | -- | ------- | ----- | ------ |
| 1.                | al Ahed (M, P)        | 22  | 19 | 2 | 1  | 040:900 | +31   | 59     |
| 2.                | al-Ansar              | 22  | 15 | 4 | 3  | 053:180 | +35   | 49     |
| 3.                | Nejmeh Club           | 22  | 15 | 3 | 4  | 036:170 | +19   | 48     |
| 4.                | al-Akhaa al-Ahli Aley | 22  | 10 | 3 | 9  | 028:320 | −4    | 33     |
| 5.                | Shabab al-Sahel (N)   | 22  | 8  | 4 | 10 | 032:320 | ±0    | 28     |
| 6.                | Shabab al-Ghazieh (N) | 22  | 6  | 6 | 10 | 024:310 | −7    | 24     |
| 7.                | Tadamon Sur Club      | 22  | 5  | 8 | 9  | 016:210 | −5    | 23     |
| 8.                | Tripoli SC            | 22  | 5  | 8 | 9  | 014:260 | −12   | 23     |
| 9.                | Safa SC Beirut        | 22  | 5  | 7 | 10 | 016:290 | −13   | 22     |
| 10.               | Salam Zgharta         | 22  | 5  | 7 | 10 | 015:300 | −15   | 22     |
| 11.               | Racing Beirut         | 22  | 5  | 6 | 11 | 022:320 | −10   | 21     |
| 12.               | Bekaa SC              | 22  | 3  | 4 | 15 | 019:380 | −19   | 13     |
| Stand: Saisonende |                       |     |    |   |    |         |       |        |

| Zum Saisonende 2018/19:                                                                                                  |
| Libanesischer Meister und Teilnahme an der Gruppenphase zum AFC Cup 2020 Abstieg in die Lebanese Second Division 2019/20 |

|                         |                                                                                          |
| Zum Saisonende 2017/18: |                                                                                          |
| (M)                     | Amtierender Meister: al Ahed                                                             |
| (P)                     | Amtierender Pokalsieger: al Ahed                                                         |
| (N)                     | Aufsteiger aus der Lebanese Second Division 2017/18: Shabab al-Sahel & Shabab al-Ghazieh |

## Torschützenliste
| Pl. | Name                | Mannschaft            | Tore |
| --- | ------------------- | --------------------- | ---- |
| 01. | Elhadji Malick Tall | al-Ansar              | 20   |
| 02. | Ahmed Hejazi        | al-Akhaa al-Ahli Aley | 11   |
| 03. | Martin Toschew      | al Ahed               | 10   |
| 04. | Abdulaziz N'Diaye   | Shabab al-Sahel       | 9    |
| 04. | Ali Salman          | Nejmeh Club           | 9    |

Stand: Saisonende